# Philip DeFranco
Philip James DeFranco Jr. (nascido Franchini; 1 de dezembro de 1985) é um vlogueiro americano e personalidade do YouTube. Ele é mais conhecido por seu programa The Philip DeFranco Show, onde fala sobre eventos recentes, política, cultura pop e fofoca de celebridades. Seus canais no Youtube acumulam mais de 2,2 bilhões visualizações e mais de seis milhões de inscritos, até fevereiro de 2025. Atualmente ele é considerado uma das principais e mais influentes personalidades da internet nos Estados Unidos.
Pioneiro do jornalismo no Youtube e vencedor de nove Streamy Awards (especialmente nas categorias "Melhor Série de Notícias e Cultura" e "Jornalismo") foi chamado pelo The Los Angeles Times de "o Walter Cronkite da geração do YouTube".